# Song Dae-nam
Song Dae-nam (koreanisch 송대남; * 5. April 1979 in Yongin, Gyeonggi-do) ist ein südkoreanischer Judoka.

## Sportliche Karriere
Beim Olympischen Judoturnier 2012 in London gewann Song Dae-nam im Alter von 33 Jahren die Goldmedaille im Mittelgewicht bis 90 kg. Nach dem Halbfinalsieg gegen Tiago Camilo besiegte er im Finale den Kubaner Asley González mit Ko-uchi-gari.